# 주가수익률
주가수익률(株價收益率, Price Earnings Ratio, 간단히 PER)은 주가의 상황을 판단하는데 사용되는 지표 가운데 하나로, 주가순자산비율(PBR)과 함께 자주 사용되는 용어이다.
미국에서는 P/E 또는 PE로 표시하기도 한다. 

## 개요
주가수익률은 주가를 1주당 순이익 (EPS)으로 나눈 값이다. 예를 들어 주가 10,000 원짜리 기업이 주당 1,000 원의 순익을 거뒀다면 PER은 10배가 된다. 주가 5,000 원짜리 기업이 주당 1,000 원의 순익을 거뒀다면 PER은 5배가 된다. 즉 두 기업은 이익은 같은데도 전자의 기업은 주가가 두배로 평가되어 있는 셈이다.

## 투자지표
PER는 당기순이익 크기에 관계없이 주식가치의 기업간, 기간간 비교를 가능하게 한다. 일반적으로 PER가 낮으면 이익에 비해 주가가 저평가된 종목으로, 높으면 고평가된 종목으로 간주된다. 따라서 가치투자에서는 PER가 낮은 종목을 매수하여 보유하는 방법이 자주 언급된다.

## 비판
급격한 성장이 예상되는 혁신기업의 주식가치 판단에도 PER가 정확한 기준인가는 부정적인 의견이 많다. PER는 현재의 회계적 이익만을 기준으로 미래가치가 반영된 주식가치를 평가하기 때문이다. 성장이 안정기에 접어든 기업은 PER가 유용할 순 있어도, 급격한 성장이 예상되는 기업의 경우에는 PER가 미래 주식가치를 온전히 반영할 수가 없다.
특히, 성장이 빠른 업종에서 수익성보다 매출 성장이 중시되는 상황에서는 이익보다 매출이 더 중요한 기준이 되므로 PER은 유용하지 못한 지표가 된다. 예를 들어 앞의 예에서 PER 10배인 기업은 PER 5배인 기업과 순이익은 같지만 매출이 훨씬 크거나 시장점유율이 빨리 성장하기 때문에 주가가 더 고평가되어 있는 것일 수도 있다. 즉 미래의 가치는 주가에 선반영되어 있기 때문에, PER만을 투자에 활용하는 것은 좋지 못하다.

## 같이 보기
- 수익률
- PBR